# Нью-Броктон
Нью-Броктон (англ. New Brockton) — місто (англ. town) в США, в окрузі Коффі штату Алабама. Населення — 1428 осіб (2020).

## Географія
Нью-Броктон розташований за координатами 31°22′4″ пн. ш. 85°55′31″ зх. д. / 31.36778° пн. ш. 85.92528° зх. д. (31.367723, -85.925179).  За даними Бюро перепису населення США в 2010 році місто мало площу 20,72 км², з яких 20,68 км² — суходіл та 0,04 км² — водойми.

## Демографія
Згідно з переписом 2010 року, у місті мешкало 1146 осіб у 469 домогосподарствах у складі 327 родин. Густота населення становила 55 осіб/км².  Було 561 помешкання (27/км²).
Расовий склад населення:
| - 70,1 % — білих - 21,0 % — чорних або афроамериканців - 5,5 % — корінних американців - 0,5 % — азіатів |

До двох чи більше рас належало 2,7 %. Частка іспаномовних становила 2,5 % від усіх жителів.
За віковим діапазоном населення розподілялося таким чином: 23,2 % — особи молодші 18 років, 61,6 % — особи у віці 18—64 років, 15,2 % — особи у віці 65 років та старші. Медіана віку мешканця становила 38,5 року. На 100 осіб жіночої статі у місті припадало 92,3 чоловіків;  на 100 жінок у віці від 18 років та старших — 86,0 чоловіків також старших 18 років.
Середній дохід на одне домашнє господарство  становив 46 987 доларів США (медіана — 41 066), а середній дохід на одну сім'ю — 53 225 доларів (медіана — 43 843). Медіана доходів становила 37 206 доларів для чоловіків та 27 167 доларів для жінок. За межею бідності перебувало 20,9 % осіб, у тому числі 30,7 % дітей у віці до 18 років та 11,7 % осіб у віці 65 років та старших.
Цивільне працевлаштоване населення становило 448 осіб. Основні галузі зайнятості: виробництво — 22,3 %, транспорт — 15,0 %, освіта, охорона здоров'я та соціальна допомога — 13,6 %.